# 122mm houfnice D-30
122mm houfnice D-30, označovaná též jako 2A18 je sovětská, resp. ruská houfnice, která byla vyvinuta v 60. letech 20. století jako náhrada za houfnici M-30.
Houfnice je opatřena speciální tříramennou lafetou, která umožňuje snadnou manipulaci a střelbu s odměrem 360° a náměrem -7° až 70°. Zbraň byla používána v přibližně 60 armádách světa, v současné době je ve výzbroji 18 armád. Houfnice měla ve výzbroji i česká armáda, která odprodala několik kusů Gruzii. Místo nich zavedla do výzbroje samohybnou houfnici ShKH vz. 77 Dana.

## Varianty
- D-30 - základní typ
- D-30M - modernizace
- D-30A - upravený systém zpětného nárazu
- D-30-2 - čínská verze
- Typ 85 - čínská samohybná houfnice
- D-30 HR M94 - chorvatská verze
- D-30 - egyptská verze.
- "Saddám" - irácká verze
- Shafie D-301 - íránská verze
- D-30J - jugoslávská (srbská) verze
- SP 122 - egyptská samohybná houfnice

## Technické údaje
- Ráže: 122 mm
- Délka: 4,8 m
- Délka v přepravní poloze: 5,4 m
- Výška v přepravní poloze: 1,9 m
- Hmotnost: 3.210 kg
- Náměr: +70 až -7 stupňů
- Odměr: 360 stupňů
- Dostřel: 15.400 m
- Dostřel s raketovou municí: 21.900 m
- Rok zavedení: 1963
- Počet členů obsluhy: 5 - 6
- Přepravní rychlost: 60 km/h
- Uvedení do bojové pohotovosti: 1,5 min
- Rychlost střelby: až 8 ran za minutu

## Uživatelé
Arménie, Ázerbájdžán, Bangladéš, Bosna a Hercegovina, Čína, Chorvatsko, Egypt, Estonsko, Finsko, Gruzie, Irák, Kyrgyzstán, Polsko, Rusko, Slovensko, Srbsko, Tádžikistán, Ukrajina, Zambie.

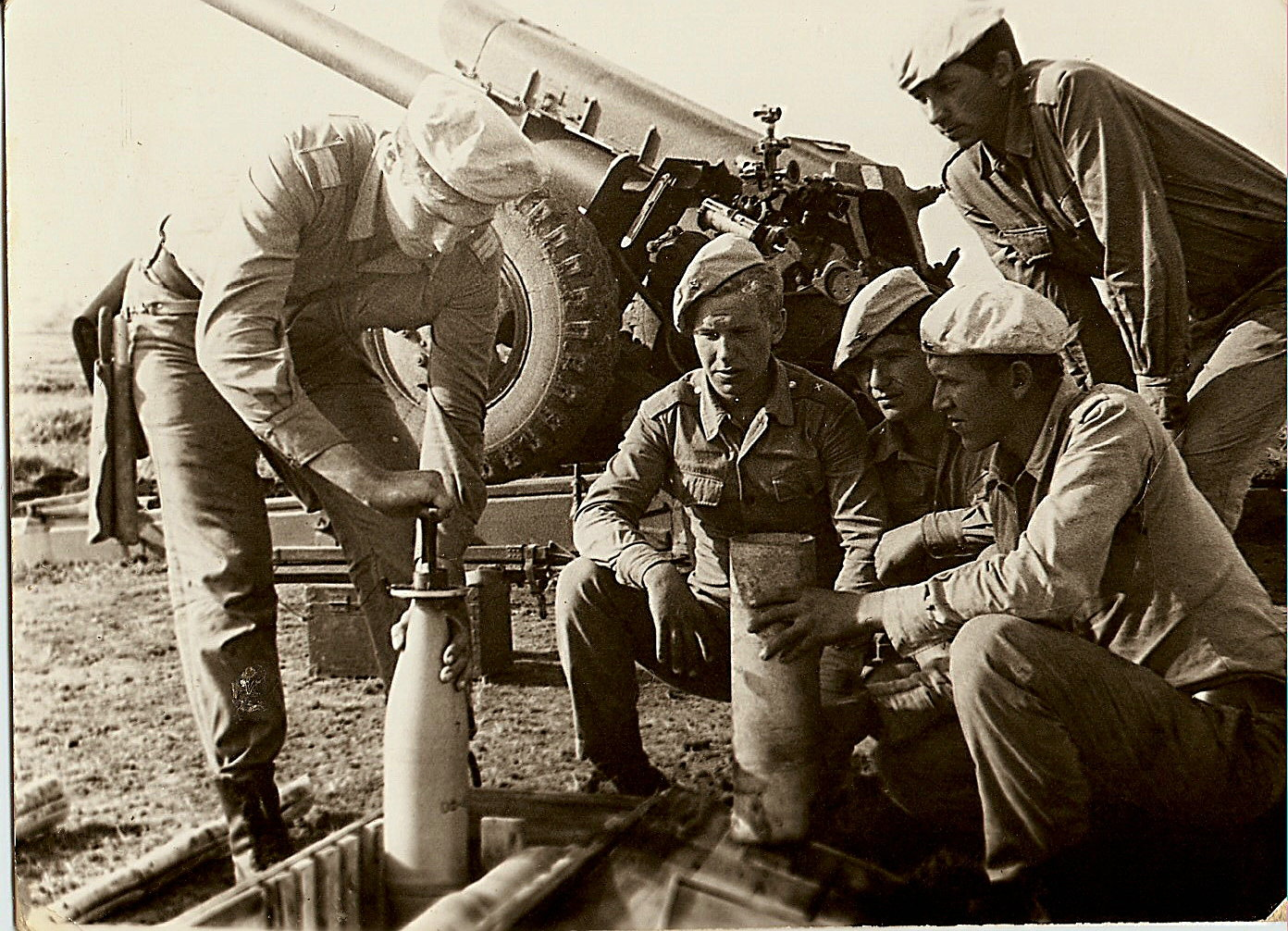
D-30 houfnice obsluhována sovětskými vojáky (1962)
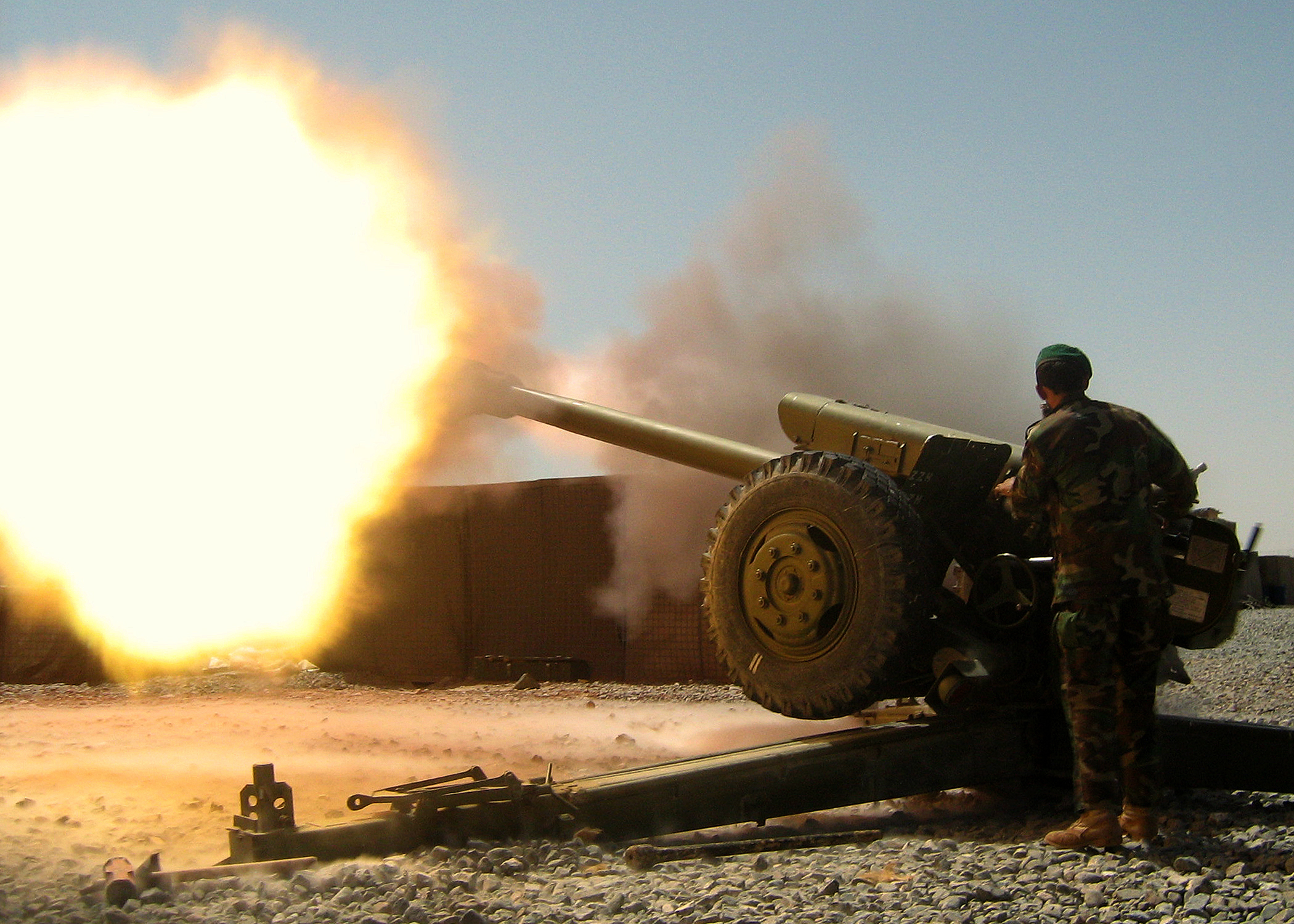
Houfnice D-30 v Afghánistánu
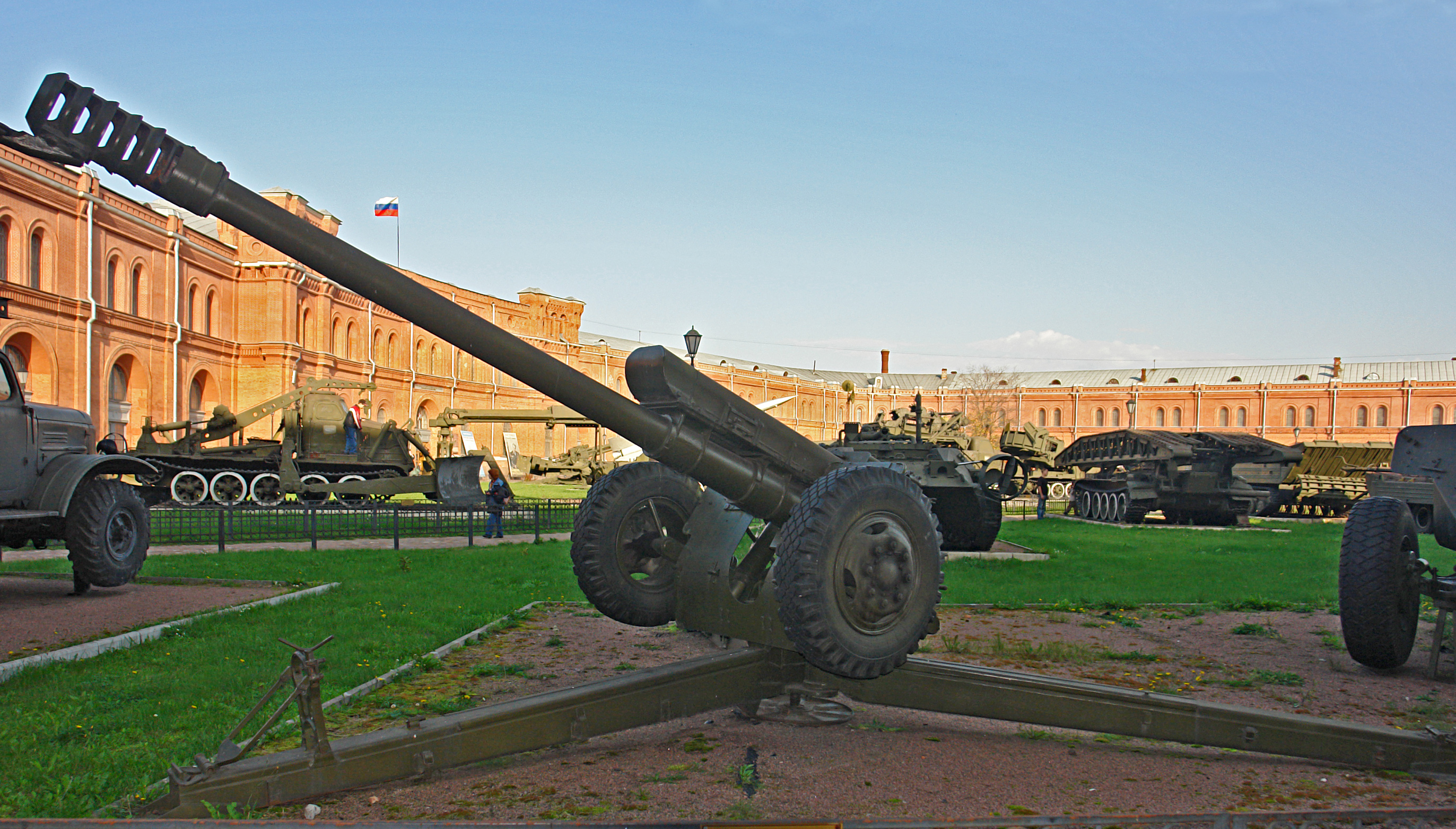
Houfnice D30 ve Vojensko-historickém muzeu dělostřelectva v Petrohradu
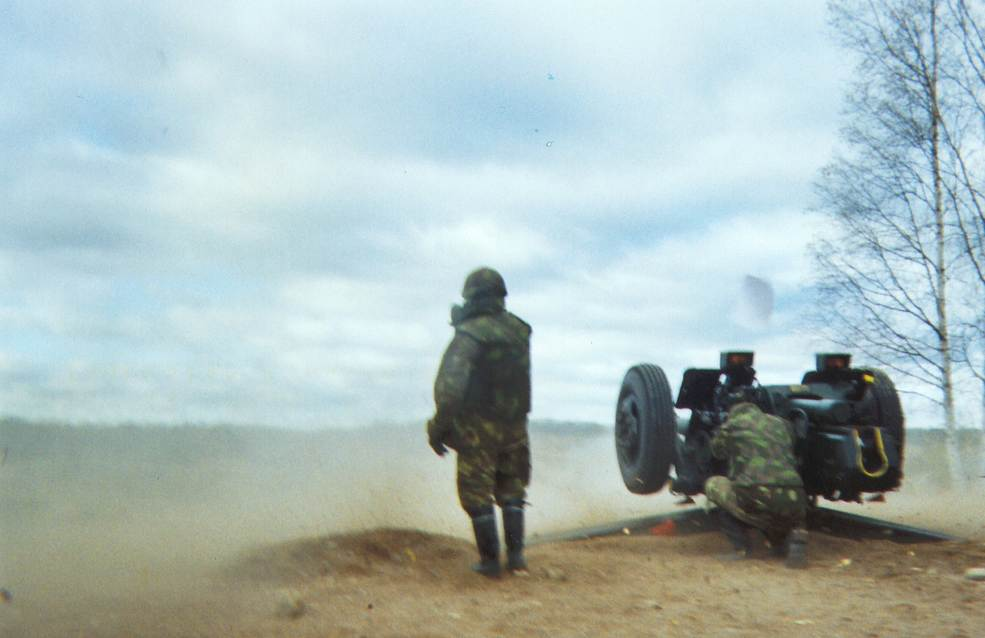
Finská D-30 v přímé palbě během cvičení
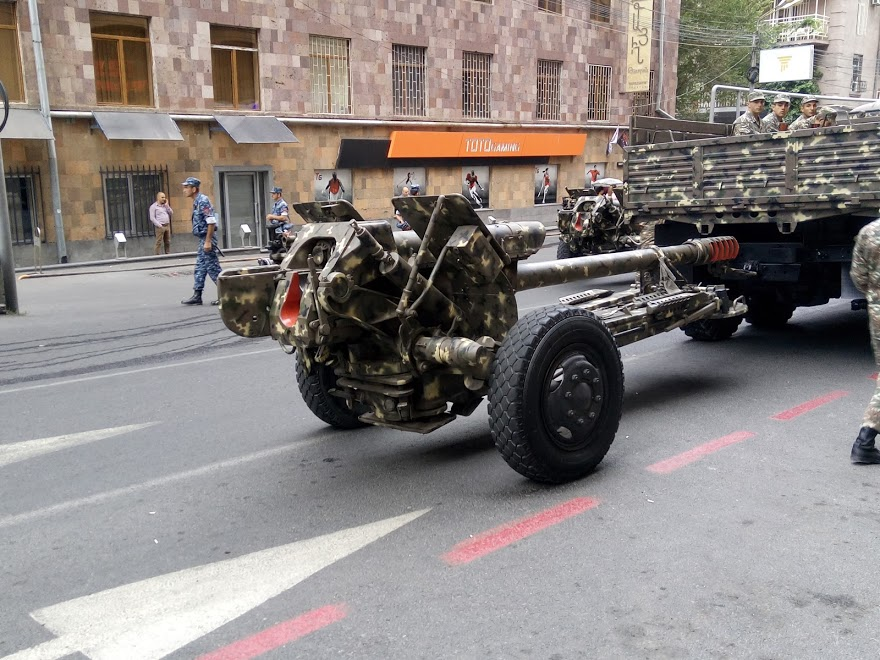
Arménská D-30
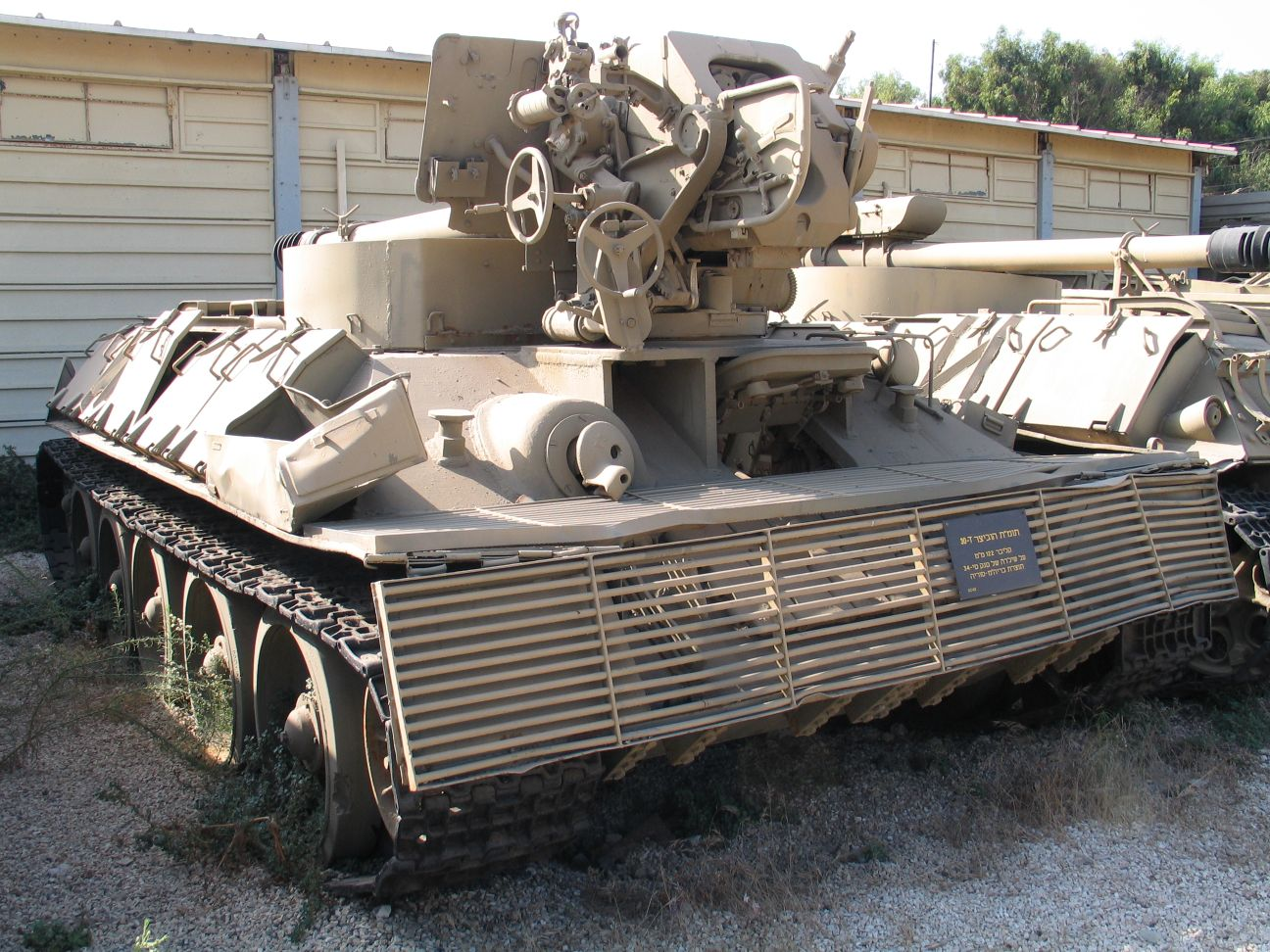
Houfnice D-30 na podvozku tanku T-34